# Callitrichia aliena
Callitrichia aliena là một loài nhện trong họ Linyphiidae.
Loài này thuộc chi Callitrichia. Callitrichia aliena được Herman Theodor Holm miêu tả năm 1962.